# فيزياء زراعية

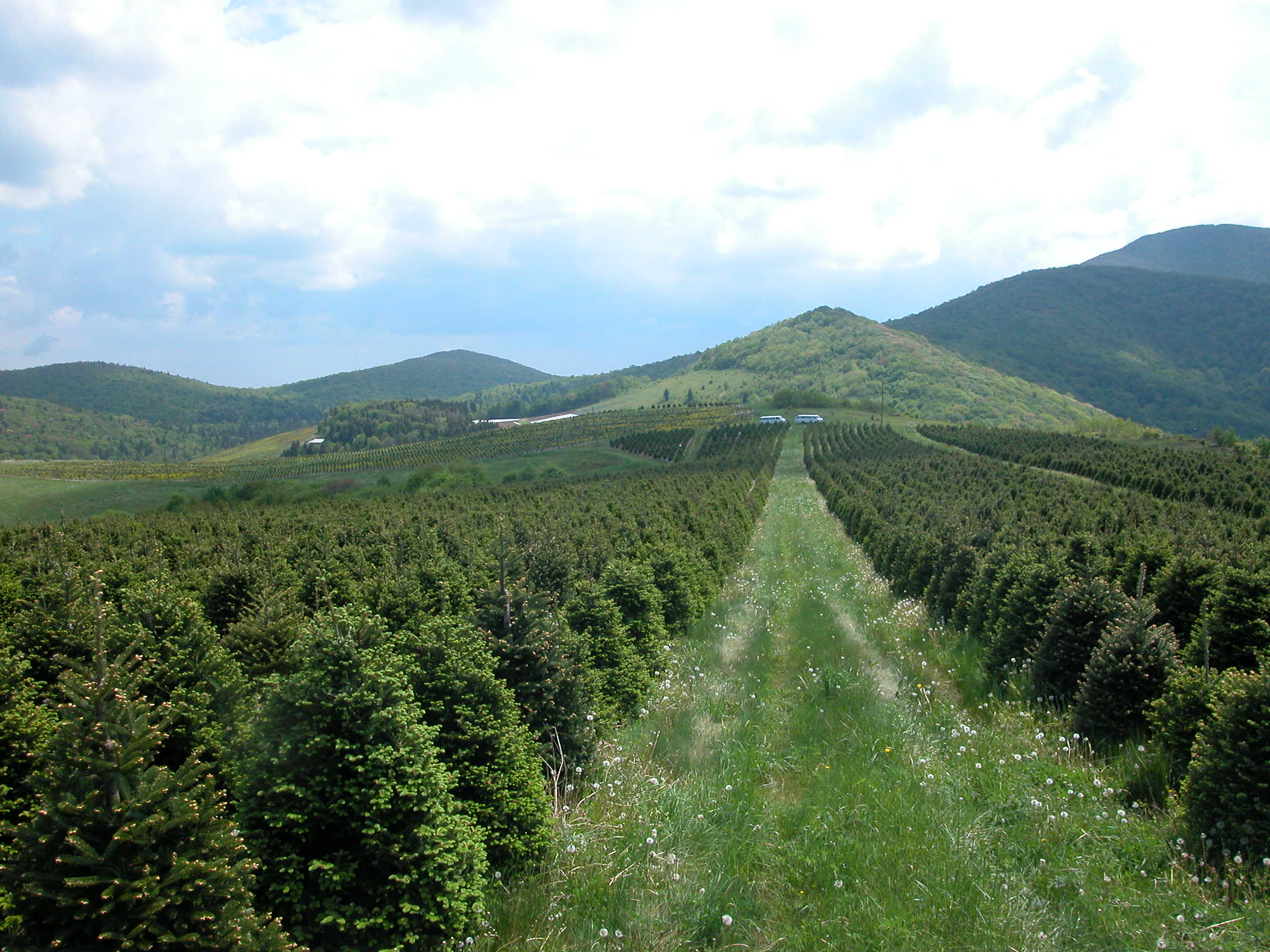

الفيزياء الزراعية من فروع الفيزياء التي تحرص على الإفادة من التقدم العلمي الفيزيائي في علم الإنتاج النباتي. ودراسة النظم البيئية الزراعية من منظور العلوم الفيزيائية. والفيزياء الزراعية من الفروع الفيزيائية المشابهة لفرع الفيزياء الحيوية لكن في الشق النباتي منه وكذلك بعض من الحيوانات الداخلة في الإنتاج الزراعي كالمواشي على سبيل المثال كما يهتم أيضا بالتربة والتنوع الحيوي. لكن يفرق عن الفيزياء الحيوية في تركيزه على الفرق الحيوية بين الكائنات موضع البحث. والاعتماد علي المعلومات المستمدة من علم الوراثة والتقانة الحيوية وعلوم التغذية وسائر العلوم الزراعية. والفيزياء الزراعية كذلك من أدوات علم البيئة الزراعي وتحليل النظم الزراعية.

## وصلات خارجية
- مجلة العلوم الفيزيوراعية
- منظمة الفيزياء الزراعية الروسية